# Шандре
Шандре (фр. Champdray) насеље је и општина у североисточној Француској у региону Лорена, у департману Вогези која припада префектури Сен Дије де Вогез.
По подацима из 2011. године у општини је живело 157 становника, а густина насељености је износила 16,54 становника/km². Општина се простире на површини од 9,49 km². Налази се на средњој надморској висини од 712 метара (максималној 809 m, а минималној 589 m).

## Демографија
| 1962. | 1968. | 1975. | 1982. | 1990. | 1999. | 2011. |
| ----- | ----- | ----- | ----- | ----- | ----- | ----- |
| 139   | 196   | 151   | 159   | 160   | 184   | 157   |

График промене броја становника у току последњих година